# فون‌گپ
فون‌گپ (به انگلیسی: PhoneGap) چارچوب توسعهٔ برنامهٔ گوشی همراه ایجاد شده توسط نیتوبی است؛ ادوبی نیتوبی را در سال ۲۰۱۱ میلادی خرید.